# Pteropurpura vokesae
Pteropurpura vokesae är en snäckart som beskrevs av Emerson 1964. Pteropurpura vokesae ingår i släktet Pteropurpura och familjen purpursnäckor. Inga underarter finns listade i Catalogue of Life.